# Горан Обрадовић (фудбалер, 1986)
Горан Обрадовић (Београд, 25. децембар 1986 — Београд, 31. август 2021) био је српски фудбалер.

## Животопис
Одрастао је у београдским приградским насељима Црвенка и Борча.

Као утицајан фудбалер у Јерменији, Обрадовић је за време великих поплава у Србији 2014. године упутио апел јерменској Влади да помогне Србији:
Јермени и Срби су братски народи. Познато је да је Србија међу првима помогла Јерменију када је вашу земљу погодио земљотрес. Србија сада пролази кроз страшну трагедију. Хиљаде људи су препуштене сами себи. Желим да Јерменија помогне мојој земљи, јер људи могу да умру због недостатка воде за пиће. Сада је Србији потребна помоћ. 
Влада је услишила његов апел и донирала помоћ од сто хиљада долара.

## Каријера
Обрадовић је наступао као средишњи одбрамбени играч, штопер.
Прве кораке је направио у локалном клубу ОФК Црвенка у коју се увек радо враћао у припремном периоду како би се припремио за сезоне, али и како би помагао омладини тог клуба.

### Клубови
Обрадовић је велики траг оставио у јерменском фудбалу.
Почетком новембра 2020. г., Обрадовић је потписао за Тауншип ролерс, клуб из Премијер лиге Ботсване. У том клубу је и окончао каријеру, а после је намеравао да се бави тренерским послом.

## Смрт
Обрадовић је извршио самоубиство вешањем 31. августа 2021. године у Београду, после дуготрајних свађа са супругом Сањом. Иза себе је оставио сина Виктора.

## Извори
1. 1 2 3 4  „Preminuo srpski fudbaler: Klubovi se opraštaju od Gorana Obradovića!”. Арена спорт. 1. 9. 2021. Приступљено 6. 9. 2021.
2. ↑  „Обрадовић, Горан”. srbijafudbal.net. Архивирано из оригинала 18. 8. 2010. г. Приступљено 6. 9. 2021.
3. ↑  „Обрадович, Горан”. footballfacts.ru (на језику: руски). Приступљено 6. 9. 2021.
4. ↑  „Српски фудбалер извршио самоубиство”. Дневник холдинг. 1. 9. 2021. Приступљено 6. 9. 2021.
5. ↑  „OBRADOVIĆ POZIVA VLADU JERMENIJE: Pomozite, Srbija prolazi kroz strašnu tragediju”. kurir.rs (на језику: српски). Приступљено 2021-09-01.
6. ↑  „Апел бившег играча Младог радника уродио плодом: Од Јерменије 100.000 долара за угрожене”. Спортски журнал. 16. јун 2014. Приступљено 1. септембар 2021.[мртва веза]
7. 1 2  Davit. „Մահացել է Գորան Օբրադովիչը”. fcararat.am (на језику: енглески). Приступљено 2021-09-01.
8. ↑  „Serbian Defender Goran Obradovic Joins Rollers”. facebook.com/TownshipRollersFC/. Township Rollers F.C. Facebook. 3. 11. 2020. Приступљено 10. 11. 2020.
9. ↑  Србија, Sputnik (1. 9. 2021). „Трагично преминуо српски фудбалер”. Sputnik Србија (на језику: rs). Приступљено 1. 9. 2021.